# Chen Zhixiong
Chen Zhixiong (陳志雄S, Chén ZhìxióngP; 13 agosto 1959) è un ex pallanuotista cinese, che ha partecipato alle Olimpiadi estive di Los Angeles 1984.
Ha vinto un oro ai Giochi Asiatici, nel 1982, sempre nella pallanuoto.